# François Marchand (écrivain)
Pour les articles homonymes, voir Marchand et François Marchand (homonymie).
François Marchand, né le 11 avril 1971 , est un écrivain français.

## Œuvres
- L’Imposteur, Paris, Le Cherche Midi, coll. « Roman », 2009, 135 p.  (ISBN 978-2-7491-1366-1)[1],[2]
- Plan social, Paris, Le Cherche Midi, coll. « Roman », 2010, 119 p.  (ISBN 978-2-7491-1660-0)[3]

- Grand Prix Littéraire du Web Cultura - Roman Français
- Un week-end en famille, Paris, Le Cherche Midi, coll. « Roman », 2012, 111 p.  (ISBN 978-2-7491-2437-7)[4]
- Cycle mortel, Paris, Éditions Écriture, 2013, 122 p.  (ISBN 978-2-35905-117-9)[5]
- Enfilades, Monaco-Paris, France, Le Rocher, 2016, 160 p.  (ISBN 978-2-268-08410-7)
- Nager dans les dollars, Le Rocher, 2018, 147 p.  (ISBN 9782268099934)